# Харківський окружний адміністративний суд
Харківський окружний адміністративний суд — місцевий спеціалізований адміністративний суд першої інстанції, розташований у місті Харкові, юрисдикція якого поширюється на Харківську область.

## Компетенція
Місцевий адміністративний суд при здійсненні судочинства керується Кодексом адміністративного судочинства України. Він розглядає адміністративні справи, тобто публічно-правові спори, у яких хоча б однією зі сторін є орган виконавчої влади, орган місцевого самоврядування, їхня посадова чи службова особа або інший суб'єкт, який здійснює владні управлінські функції. Іншою стороною є приватний елемент (громадянин, юридична особа приватного права тощо).
До числа адміністративних справ належать, зокрема, спори фізичних чи юридичних осіб із суб'єктом владних повноважень щодо оскарження його рішень (нормативно-правових актів чи правових актів індивідуальної дії), дій чи бездіяльності; з приводу прийняття громадян на публічну службу, її проходження, звільнення з публічної служби; щодо виборчого процесу тощо. В окремих випадках адміністративний суд розглядає справи за зверненням суб'єкта владних повноважень.
Адміністративний суд розглядає справу, як правило, за місцезнаходженням відповідача, тобто якщо офіційна адреса відповідача зареєстрована на території юрисдикції цього суду.

## Структура
Суд очолює його голова, який має двох заступників. Організаційне забезпечення діяльності суду здійснює апарат, очолюваний керівником апарату, який має заступника. Штатна чисельність працівників апарату складає 152 осіб.
До патронатної служби входять помічники суддів. Секретарі судового засідання безпосередньо підпорядковані керівнику апарату та судді, з яким працюють відповідно до внутрішнього розподілу обов'язків.
Відділи апарату:
- забезпечення діяльності суддів, претензійно-позовної та правової роботи
- планово-фінансової діяльності, бухгалтерського обліку та звітності
- управління об'єктами державного майна
- роботи з персоналом та запобігання корупції
- узагальнення судової практики, роботи по розгляду звернень фізичних та юридичних осіб і зв'язку зі ЗМІ
- надання судово-адміністративних послуг
- сектор організаційного забезпечення виконання рішень суду[1].

## Керівництво
- Голова суду — Панченко Ольга Володимирівна
- Заступник голови суду — Спірідонов Михайло Олександрович
- Заступник голови суду — Тітов Олександр Миколайович
- Керівник апарату — Лисенко Валентина Володимирівна[2].

## Розслідування
У лютому 2023 року голову суду було засуджено на 5 років за хабар. У вересні 2020 року вона запропонувала хабар судді, що розглядала земельний спір. Співробітники СБУ разом з НАБУ і САП затримали очільницю суду на робочому місці під час передачі грошей.